# Tipaza

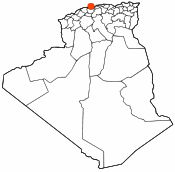
Tipazas läge i Algeriet.

Tipaza (arabiska تيبازة) är en stad och kommun i norra Algeriet och är administrativ huvudort för en provins med samma namn. Folkmängden i kommunen uppgick till 25 225 invånare vid folkräkningen 2008, varav 15 180 invånare bodde i centralorten.